# Zanetto
Zanetto es una ópera en un acto de Pietro Mascagni y libreto en italiano de Giovanni Targioni-Tozzetti y Guido Menasci. Se estrenó el 2 de marzo de 1896 en el Liceo Musicale Rossini de Pesaro. 
Con un reparto de sólo dos cantantes, Zanetto fue al principio descrita por su compositor como una scena lirica ("escena lírica") más que una ópera. Se ambienta en el campo cerca de Florencia, durante el Renacimiento, y narra la historia de un encuentro entre la bella cortesana Silvia y el trovador vagabundo Zanetto. El libreto es una adaptación de la traducción al italiano que hizo Emilio Praga de la obra de François Coppée titulada Le passant (El vagabundo), con la que Sarah Bernhardt había obtenido fama por su representación, travestida, de Zanetto.
Esta ópera se representa poco. En las estadísticas de Operabase aparece con sólo 2 representaciones en el período 2005-2010.